# Denise Mina
Pour les articles homonymes, voir Mina.
Denise Mina, née en 1966 à Glasgow, en Écosse, est une dramaturge, une scénariste de bande dessinée et une romancière écossaise, auteur de roman policier.

## Biographie
Elle passe sa jeunesse à voyager au gré des affectations de son père ingénieur : Paris, La Haye, Londres, Bergen et plusieurs fois en Écosse. Elle quitte l'école à seize ans et enchaîne les métiers peu qualifiés, étant tour à tour barman, serveuse, cuisinière, employée à la découpe dans une usine de transformation alimentaire. Elle s'oriente ensuite vers le milieu médical et travaille comme aide-soignante et auxiliaire de vie dans un service gériatrique. À vingt-et-un ans, elle reprend ses études à l'université de Glasgow, où elle obtient un diplôme en droit, puis s'oriente vers un doctorat à l'université de Strathclyde.
Elle publie en 1998 son premier roman, Garnethill, un thriller policier, suivi de Exil (Exile) et Résolution (Resolution) en 2000 et 2001.  Ces romans mettent en scène Maureen, une femme mentalement fragile, accusée de meurtre dans le premier roman, dont les aventures vont de mal en pis dans les tomes suivants. Avec Garnethill, l'auteure remporte le CWA New Blood Dagger (en) du meilleur premier roman.
Denise Mina signe également une série consacrée à Paddy Meehan, une aspirante journaliste évoluant dans le Glasgow des années 1980 sous le gouvernement Thatcher. Après trois romans, elle abandonne le personnage.
Depuis 2009, et la parution de Le Silence de minuit (Still Midnight), elle se consacre aux enquêtes de l'inspecteur Alex Morrow de la police de Glasgow. En 2011 et 2016, respectivement pour La Fin de la saison des guêpes (The End of the Wasp Season) et Blood Salt Water, les deuxième et cinquième titres de cette série, Denise Mina est nommée pour le Gold Dagger Award.
Comme scénariste de bande dessinée, elle collabore à la série Hellblazer. Elle signe en 2010 A Sickness in the Family, une histoire complète et indépendante et travaille actuellement sur la série The Girl with the Dragon Tattoo, l'une des adaptations en bande dessinée des romans de Stieg Larsson. Aucun de ces titres n'a été traduit en français.

## Œuvre

### Romans

#### SérieGarnethill
- Garnethill (1998) Publié en français sous le titre Garnethill, Paris, J'ai lu, coll. « Thriller » no 6574, 2002
- Exile (2000) Publié en français sous le titre Exil, Paris, J'ai lu, coll. « Thriller » no 6176, 2003
- Resolution (2001) Publié en français sous le titre Résolution, Paris, J'ai lu, coll. « Thriller » no 7405, 2004

#### SériePaddy Meehan
- The Field of Blood (2005) Publié en français sous le titre Le Champ du sang, Paris, Éditions du Masque, 2007 ; réédition Paris, J'ai lu, coll. « Thriller » no 8854, 2008
- The Dead Hour (2006) Publié en français sous le titre La Mauvaise Heure, Paris, Éditions du Masque, 2009 ; réédition Paris, J'ai lu, coll. « Thriller » no 9135, 2010
- Slip of the Knife (R.-U.) ou The Last Breath (É.-U.) (2007) Publié en français sous le titre Le Dernier Souffle, Paris, Éditions du Masque, 2010 ; réédition Paris, J'ai lu, coll. « Policier » no 9640, 2011

#### SérieAlex Morrow
- Still Midnight (2009) Publié en français sous le titre Le Silence de minuit, Paris, Éditions du Masque, 2011 ; réédition Paris, LGF, coll. « Le Livre de poche. Thriller » no 32819, 2012
- The End of the Wasp Season (2011) Publié en français sous le titre La Fin de la saison des guêpes, Paris, Éditions du Masque, 2013 ; réédition Paris, LGF, coll. « Le Livre de poche. Policier » no 33393, 2014
- Gods and Beasts (2012) Publié en français sous le titre Des dieux et des bêtes, Paris, Éditions du Masque, 2014 ; réédition Paris, LGF, coll. « Le Livre de poche. Thriller » no 34037, 2016
- The Red Road (2013) Publié en français sous le titre La Nuit où Diana est morte, Paris, Éditions du Masque, 2015 ; réédition Paris, LGF, coll. « Le Livre de poche. Policier » no 34332, 2016
- Blood Salt Water (2016) Publié en français sous le titre De sel et de sang, Paris, Éditions du Masque, 2017 ; réédition Paris, LGF, coll. « Le Livre de poche. Policier » no 35104, 2018

#### SérieAnna McDonald et Fin Cohen
- Conviction (2019)
- Confidence (2022)

#### Autres romans
- Sanctum (UK) ou Deception (É.-U.) (2003) Publié en français sous le titre Sanctum, Paris, Éditions du Masque, 2006, réédition Paris, J'ai lu, coll. « Thriller » no 8249, 2007.
- The Long Drop (2016)
- The Less Dead (2020)
- Rizzio (2021)
- Three Fires (2023)
- The Second Murderer: A Philip Marlowe Novel (2023)
- The Good Liar (2025)

### Théâtre
- Ida Tamson (2006)
- A Drunk Woman Looks at the Thistle (2007)

### Comics books & bande-dessinée
- Hellblazer, scénario, avec Leonardo Manco (dessin)
  - "Empathy is the Enemy" no 216-222 : Hellblazer: Empathy Is the Enemy (2006)
  - "The Red Right Hand" no 223-228 : Hellblazer: The Red Right Hand (2007)
- A Sickness in the Family (2010), scénario, avec Antonio Fuso (dessin)
- The Girl with the Dragon Tattoo (Millennium), scénario avec Andrea Mutti et Leonardo Manco (dessin)
  - Tome 1 (2012)
  - Tome 2 (2013)

## Adaptations

### À la télévision
- 2011 : The Field of Blood (en), série télévisée britannique écrite et réalisée par David Kane, avec Jayd Johnson (en) dans le rôle de Paddy Meehan. La première saison, en deux épisodes, adapte le roman éponyme de Denise Mina. La seconde saison, toujours de deux épisodes intitulés The Dead Hour, écrit et réalisé par David Kane en 2013, adapte le roman éponyme.

## Récompenses et nominations
- CWA New Blood Dagger 1998 pour Garnethill[1]
- Prix Barry 2006 pour Le Champ du sang (The Field of Blood)[2]
- Nommé au Gold Dagger Award 2011 pour  La Fin de la saison des guêpes (The End of the Wasp Season)[1]
- Nommé au Gold Dagger Award 2016 pour De sel et de sang (Blood Salt Water)[1]
- Prix Dagger 2018 de la meilleure nouvelle pour Nemo Me Impune Lacessit[1]